# 6435 Дейвросс
6435 Дейвросс (6435 Daveross) — астероїд головного поясу, відкритий 24 лютого 1984 року.
Тіссеранів параметр щодо Юпітера — 3,824.